# Kumarin
Kumarin (2H-hromen-2-on) je hemijsko jedinjenje sa benzopironskom osnovom koje daje miris mnogim biljkama. Prisutno je u visokim koncentracijama u Dipteryx odorata, vanila travi (Anthoxanthum odoratum), lazarkinji (Galium odoratum), divizmi (Verbascum spp.), slatkoj travi (Hierochloe odorata), kineskom cimetu (Cinnamomum aromaticum) i slatkoj detelini. Ime potiče od fr. coumarou, za Dipteryx odorata.
On ima sladak miris, koji se lako prepoznaje kao miris novo pokošenog sena, i koji se koristi u parfemima od 1882. Lazarkinja, slatka trava i detelina su posebno prepoznatljive po tom mirisu, koji je posledica visokog sadržaja ove supstance. On se koristio kao pojačivač arome duvana za lulu i pojedinih alkoholnih pića, mada je generalno zabranjen kao aditiv hrane, zbog moguće hepatotoksičnosti, koja je uočena na životinjskim modelima. Kad se javi u javi u visokim koncentracijama u krmnom bilju, kumarin deluje kao gorki supresant apetita, te se smatra da ga biljke proizvode kao vid odbrambenog mehanizma.
Mada sam kumarin nema antikoagulansne osobine, njega transformišu u prirodni antikoagulans dikumarol brojne vrste gljiva. Do toga dolazi kao rezultat formiranja 4-hidroksikumarina, zatim dalje (u prisustvu prirodnog formaldehida) u sami antikoagulans dikumarol, fermentacionog produkta i mikotoksina. Ta supstanca je odgovorna za bolest krvavljenja, koja je poznata kao bolest slatke deteline kod marve koja jede silažu od buđave deteline.
Kumarin se koristi u farmaceutskoj industriji kao prekursorni molekul u sintezi mnogobrojnih sintetičkih antikoagulansnih lekova sličnih dikumarolu, kao što su varfarin (kumadin), i neki potentni rodenticidi koji deluju putem istog antikoagulansnog mehanizma. Svi ti agensi su otkriveni putem analize bolesti slatke deteline.
Sam kumarin ima klinički medicinski značaj kao modifikator otoka. Za kumarin i druge benzopirone, poput 5,6 benzopirona, 1,2 benzopirona i diosmina, je poznato da stimulišu makrofage da degradiraju ekstracelularni albumin, omogućavajući bržu resorpciju otočnih fluida.. Druge biološke aktivnosti sa mogućom medicinskom primenom su poznate.
Kumarin se takođe koristi kao pojačavajući medijum u nekim laserima s bojom, i kao pojačavač osetljivosti u starijim fotonaponskim tehnologijama.

## Spoljašnje veze
- Kumarin
- Kumarin u tabaku
- Kumarin kao sastojak perfema.
- Zakon kojim se reguliše upotreba kumarina kao prehrambenog aditiva

|  | Molimo Vas, obratite pažnju na važno upozorenje u vezi sa temama iz oblasti medicine (zdravlja). |